# Ка Нова (Леко)
Ка Нова је насеље у Италији у округу Леко, региону Ломбардија.
Према процени из 2011. у насељу је живело 93 становника. Насеље се налази на надморској висини од 425 м.